# Papagaio-cinzento-de-maurício
O papagaio-cinzento-de-maurício ou papagaio-cinzento-das-maurícias (nome científico: Psittacula bensoni)  é uma espécie extinta de papagaio que era endêmica das ilhas Maurício e Reunião, no Oceano Índico. Relatos antigos afirmam que a ave tinha a plumagem cinza e a cauda longa. A análise dos ossos subfósseis encontrados mostrou que seu bico era relativamente largo e o esqueleto, de um modo geral, parecido com o do periquito-alexandrino, uma ave asiática com a qual pode ter tido um ancestral comum.
Pouco se sabe sobre o comportamento do papagaio-cinzento na natureza. Relatos antigos apontam que a espécie possivelmente formava bandos, e sua estrutura anatômica indica que possuía uma capacidade de voo limitada. Os hábitos alimentares também são desconhecidos, mas é provável que procurasse comida no chão (como seu parente, o papagaio-de-bico-largo, também extinto), vivendo a base de sementes e outras partes vegetais. Mansos e fáceis de capturar, a ave impressionou os marinheiros europeus por seu comportamento: quando um caçador apanhava um papagaio, ele gritava e um bando inteiro vinha em sua direção, permitindo que vários deles fossem pegos de uma só vez. Sua carne era considerada muito boa, especialmente quando o animal estava gordo, o que ocorria entre os meses de junho e setembro.
Extinto por volta de 1764 devido a caça excessiva, a existência da espécie foi comprovada somente em 1973, quando o ornitólogo inglês Daniel T. Holyoak descreveu alguns ossos subfósseis do papagaio. Tal material fora encontrado numa caverna na montanha Le Pouce, na ilha Maurício. Mais tarde, em 1987, Anthony Cheke correlacionou estes achados com os relatos de papagaios cinzentos nas ilhas Maurício e Reunião, até então ignorados ou atribuídos ao papagaio-de-bico-largo.

## Taxonomia
Em 1973, o ornitólogo inglês Daniel T. Holyoak descreveu alguns pequenos ossos de papagaio que ele havia descoberto em meio a uma grande coleção de subfósseis do papagaio-de-bico-largo (Lophopsittacus mauritianus) no Museu de Zoologia da Universidade de Cambridge. Estes resquícios foram coletados no início do século XX pelo naturalista amador Louis Etienne Thirioux, que os achou numa caverna na montanha Le Pouce, na ilha Maurício. Todo o material fora guardado no Museu de Zoologia em 1908. Exceto por seu tamanho e robustez, Holyoak não achou que os ossos eram muito diferentes daqueles dos gêneros de papagaios das ilhas Mascarenhas: Lophopsittacus, Mascarinus (papagaio-das-mascarenhas), Necropsittacus (papagaio-de-rodrigues), e Psittacula (que tinha duas ou três outras espécies que habitavam as ilhas Mascarenhas). Devido a suas semelhanças, considerou que todos esses gêneros estão estreitamente relacionados.
Holyoak alocou provisoriamente a nova espécie no mesmo gênero do papagaio-de-bico-largo, nomeando-a Lophopsittacus bensoni; o epíteto homenageia o ornitólogo inglês Constantine Benson, por seu trabalho sobre as aves do Oceano Índico e na classificação de coleções de aves em Cambridge. Holyoak também levantou a possibilidade de que os ossos poderiam representar uma subespécie menor de Necropsittacus ou uma variedade com o bico mais largo do Mascarinus, mas reafirmou que eles estariam melhor classificados como pertencentes a uma espécie distinta. O material holótipo é uma sínfise mandibular, registrada como o espécime UMZC 577a. Outros restos conhecidos incluem mandíbulas superiores, um osso palatino e tarsometatarsos. Ossos da espécie também foram escavados no pântano Mare aux Songes em Maurício, onde havia subfósseis da maioria das outras aves endêmicas, incluindo o dodô.

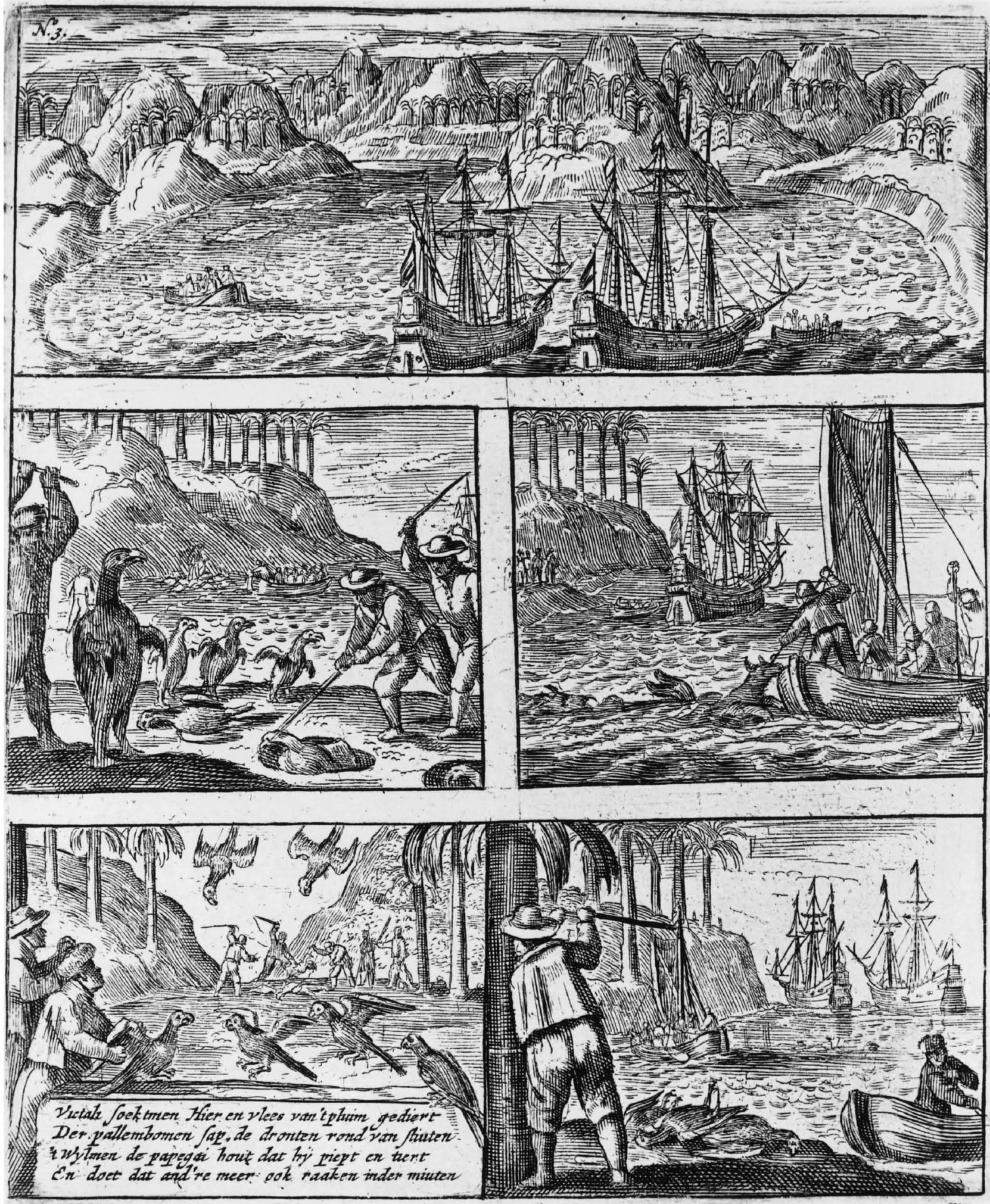
O quadro inferior desta gravura de 1648 mostra a matança de papagaios (provavelmente o papagaio-cinzento).

Os relatos imprecisos sobre os vários tipos de papagaios das Mascarenhas, hoje extintos, geraram muita confusão para os cientistas que posteriormente examinaram esses documentos. Em 1967, o ornitólogo norte-americano James Greenway especulou que as menções vagas sobre papagaios cinzentos em Maurício, feitas nos séculos XVII e XVIII, referiam-se ao papagaio-de-bico-largo. Em 1987, o ecologista inglês Anthony Cheke correlacionou os subfósseis de L. bensoni com os relatos de papagaios cinzentos nas ilhas Maurício e Reunião, os quais eram ignorados ou atribuídos ao papagaio-de-bico-largo. De fato, um estudo mais aprofundado dos documentos antigos concluiu que o papagaio-de-bico-largo não era cinza, e sim colorido.
Em 2007, o paleontólogo Julian Hume transferiu o Lophopsittacus bensoni para o gênero Psittacula, formando o binômio aceito atualmente. Hume achou que a espécie é genericamente distinta dos Lophopsittacus, mas morfologicamente semelhante ao periquito-alexandrino (Psittacula eupatria). Também ressaltou que uma gravura que acompanha a versão publicada em 1648 do diário de bordo do capitão holandês Willem Van West-Zanen pode ser a única representação da espécie. A imagem mostra a matança de dodôs (descritos como aves parecidas com pinguins), um dugongo e alguns papagaios na ilha Maurício em 1602; o método de captura retratado na gravura combina com o que era usado para pegar os papagaios-cinzentos, conforme os relatos dos viajantes. Hume cunhou um novo nome comum em inglês - "Thirioux's grey parrot" ("papagaio-cinza-de-thirioux" em tradução livre) - uma homenagem ao primeiro homem a coletar o animal. A Lista de Aves do Congresso Ornitológico Internacional, por sua vez, recomenda o nome popular "Mascarene grey parakeet" ("periquito-cinza-das-mascarenhas" em tradução livre). Em português, o nome popular da espécie é papagaio-cinzento-das-maurícias.
Acredita-se que a população de papagaios cinzentos descritos na ilha da Reunião (referida como Psittacula cf. bensoni por Hume) pode ter sido da mesma espécie da de Maurício. A menos que subfósseis de P. bensoni sejam encontrados em Reunião, não é possível ter certeza se os papagaios cinzentos das duas ilhas eram de fato coespecíficas. Na década de 1860, os naturalistas franceses Charles Coquerel e Auguste Vinson sugeriram que tais aves poderiam ter sido papagaios do gênero Coracopsis, mas nunca foram encontrados em Reunião fósseis nem deste gênero, nem do Psittacula. Apesar dos papagaios Coracopsis terem sido introduzidos naquela ilha no século XVIII, nenhuma população se estabeleceu por lá. Embora não esteja claro se algum papagaio-cinzento-de-maurício, vivo ou morto, tenha sido exportado, Hume sugeriu que um exemplar de papagaio de cor marrom, alojado na Coleção Real Francesa, mas perdido atualmente, pode ter sido um velho e descolorido exemplar da espécie, ou talvez um papagaio-preto (Coracopsis nigra). Este indivíduo foi descrito pelo conde de Buffon em 1779.

### Evolução

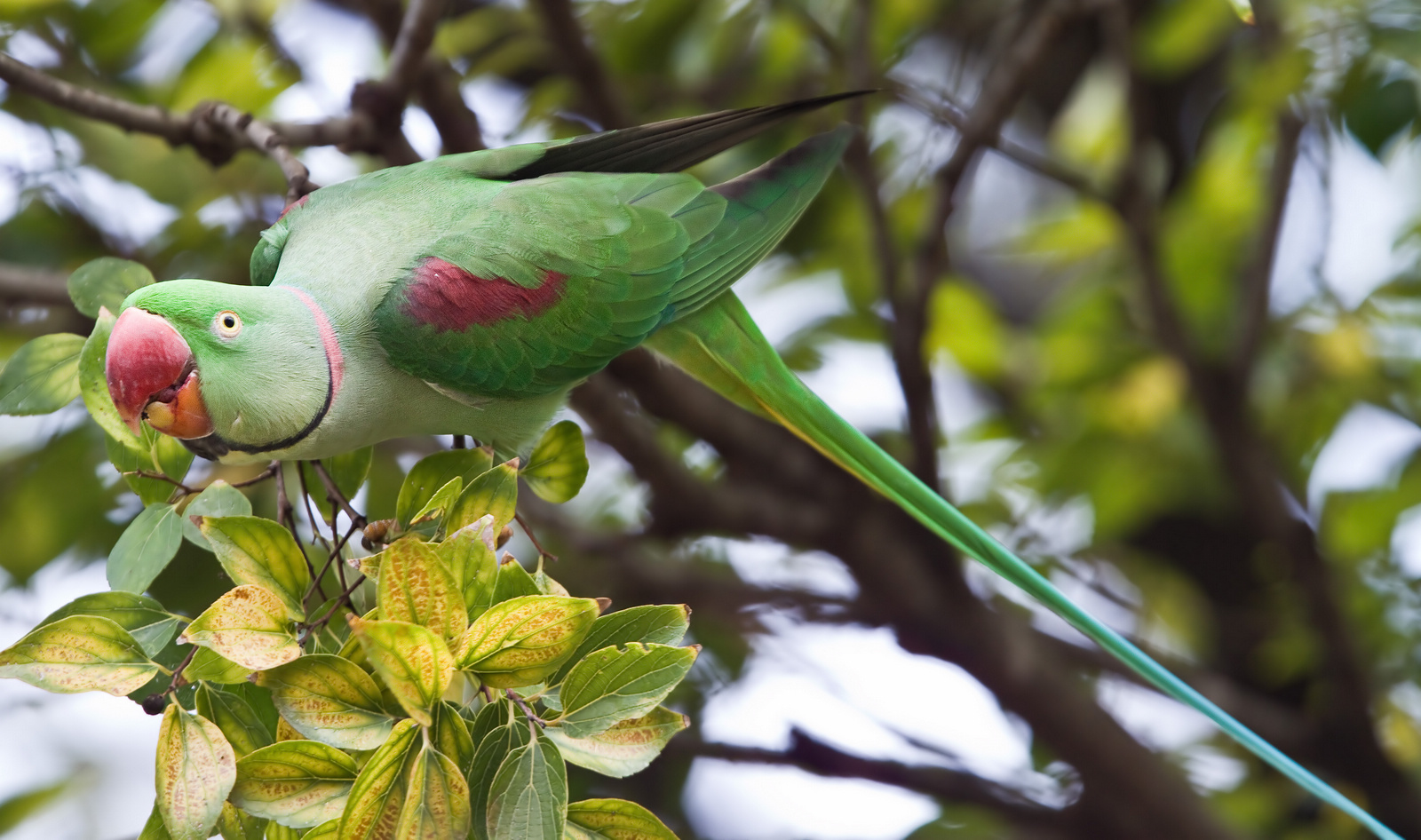
O papagaio-cinzento-de-maurício tinha uma estrutura esquelética parecida com a do periquito-alexandrino.

Exemplares do periquito-alexandrino podem ter sido a população fundadora que deu origem a todas as espécies de Psittacula das ilhas do Oceano Índico, com novas populações se estabelecendo durante a colonização da espécie a partir do sul da Ásia, de onde eram nativas. De fato, as características dessa ave desaparecem gradualmente em espécies que ocorrem mais distantes de seu alcance original. Muitas aves endêmicas das Mascarenhas, incluindo o dodô, são descendentes de ancestrais do sul da Ásia. Julian Hume propôs que algo semelhante aconteceu também com todos os papagaios da região. O nível do mar era mais baixo durante o Pleistoceno, de modo que foi possível que algumas espécies colonizassem determinadas ilhas, menos isoladas na época.
Embora a maioria das espécies extintas de papagaios das Mascarenhas sejam pouco conhecidas, restos subfósseis mostram que eles compartilhavam algumas características, como cabeças e mandíbulas alargadas, ossos peitorais reduzidos e ossos robustos nas pernas. Hume sugeriu que todos têm uma origem comum, oriunda da radiação da tribo Psittaculini. Essa teoria é baseada nas características morfológicas e no fato de que os papagaios Psittacula conseguiram colonizar muitas ilhas isoladas no Oceano Índico. Os Psittaculini podem ter invadido a área várias vezes, visto que muitas das espécies estavam tão especializadas que podem ter evoluído significativamente em ilhas de pontos quentes antes das Mascarenhas terem emergido do mar. Os outros membros do gênero Psittacula das Mascarenhas são: o periquito-de-reunião, o periquito-de-rodrigues e o periquito-de-maurício, único que não foi extinto. Um estudo genético, publicado em 2011, constatou que o papagaio-das-mascarenhas (Mascarinus mascarinus) da vizinha ilha Reunião era mais intimamente relacionado com o papagaio-preto de Madagascar e ilhas próximas, e, portanto, sem relação com os papagaios Psittacula, minando a teoria da origem comum deles. Um estudo genético realizado em 2015 por Hazel Jackson e colaboradores concluiu que algumas espécies de Psittacula das Mascarenhas podem ser agrupadas num clado com subespécies africanas e asiáticas do periquito-de-colar (Psittacula krameri).

## Descrição
Documentos da época descrevem o papagaio-cinzento-de-maurício como uma ave de cauda longa e plumagem cinza. Os subfósseis encontrados mostram que o bico era relativamente largo e cerca de 30% mais longo que o do periquito-de-maurício. As espécies do gênero Psittacula geralmente têm bicos grandes e vermelhos, e penas longas na cauda, com as centrais sendo maiores. Ele também diferia de seus congêneres em outros detalhes osteológicos. O esqueleto era semelhante ao do periquito-alexandrino, mas alguns de seus ossos eram maiores e mais robustos. A coloração cinza também o distinguia de todos os outros membros do Psittacula, a maioria dos quais são completa ou parcialmente verdes.
Com base nos subfósseis, sabe-se que o papagaio-cinzento-de-maurício foi menor que o papagaio-de-bico-largo e o papagaio-de-rodrigues, mas de tamanho semelhante ao do papagaio-das-mascarenhas, embora com um bico mais largo. A sínfise mandibular (uma crista central na mandíbula) media 2,7 a 2,9 milímetros (mm) de espessura ao longo da linha média, o palatino (parte do palato) tinha 31,1 mm, e o tarsometatarso (osso na parte inferior da perna) media de 22 a 22,5 mm. Os papagaios cinzentos da ilha da Reunião foram descritos como sendo maiores do que o simpátrico periquito-de-reunião.

## Comportamento e ecologia
De acordo com Anthony Cheke e Julian Hume, a anatomia do papagaio-cinzento-de-maurício sugere que seus hábitos eram em grande parte terrestres. Tal como o pato Anas theodori e a carqueja Fulica newtonii (ambos também extintos), parece que o papagaio-cinzento habitava tanto Maurício como Reunião. Eram aves fáceis de caçar pois um único indivíduo capturado emitia um chamado que atraía um bando inteiro.

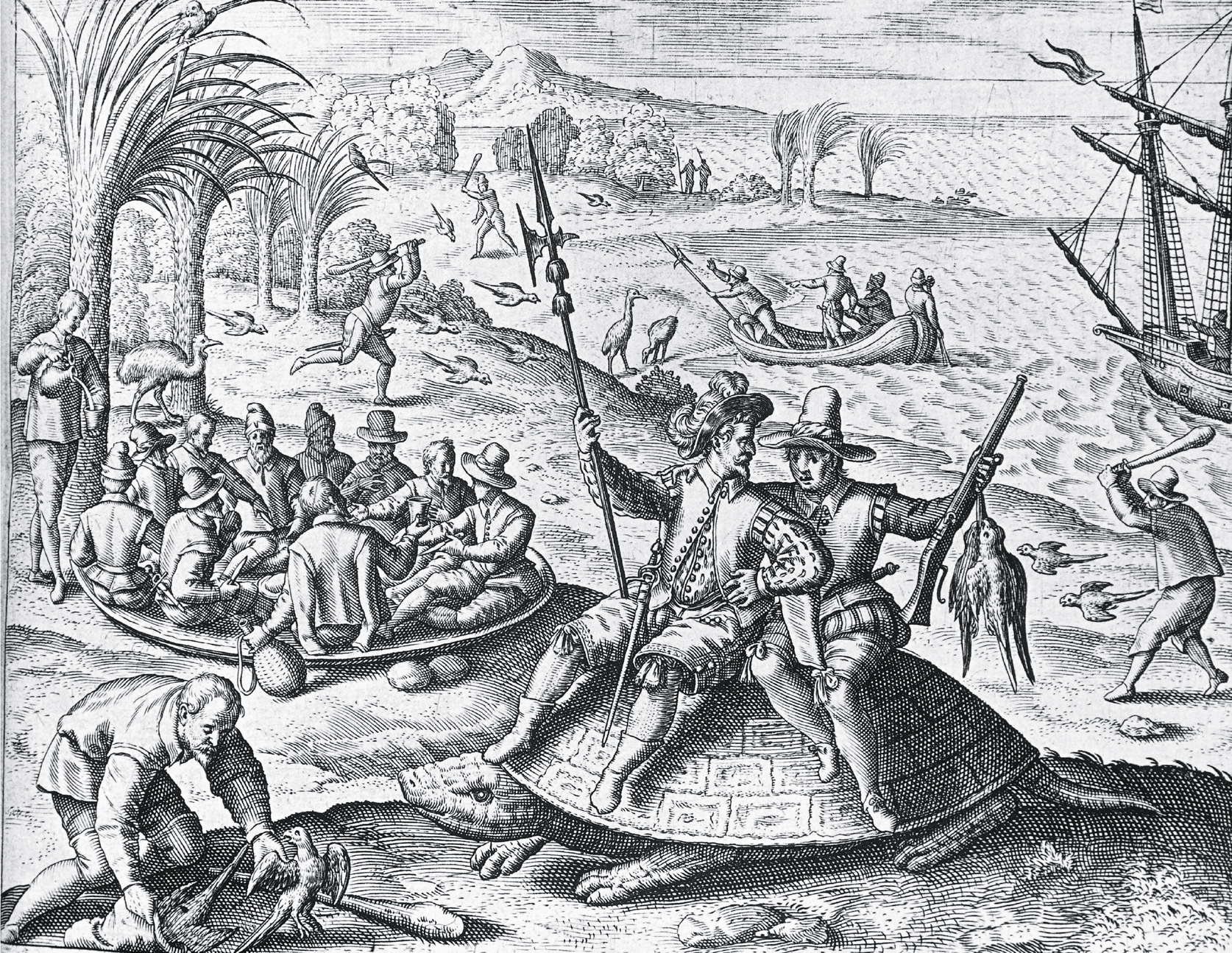
Holandeses caçando papagaios em Maurício (1598).

O capitão Willem van West-Zanen, que visitou Maurício em 1602, foi o primeiro a mencionar papagaios cinzentos por lá, e ele também descreveu os métodos de caça utilizados:
... alguns dos nossos foram caçar aves. Eles podiam pegar quantas delas quisessem, e conseguiam agarra-las com as mãos. Era uma coisa divertida de se ver. Os papagaios cinzentos são especialmente mansos e se algum é pego e grita por ajuda, logo centenas de aves voam ao redor, para em seguida serem golpeadas ao chão com pequenas varas.
O marinheiro holandês Willem Ysbrandtszoon Bontekoe esteve em Reunião em 1618, e descreveu o mesmo comportamento no primeiro relato de papagaios cinzentos naquela ilha:
Vindo para o interior da ilha encontramos [um] grande número de gansos, pombas, papagaios cinzentos e outras aves, também muitas tartarugas terrestres... E o que mais nos impressionou lá foi quando seguramos um dos papagaios e outros pássaros, e os apertamos até gritarem, e daí vieram todos os outros que estavam próximos como se fossem liberta-los; permitindo que pudéssemos captura-los também, então tivemos um quantidade suficiente deles para comer.
Em 1705, Jean Feuilley deu uma descrição mais detalhada dos papagaios cinzentos que habitavam Reunião e sua ecologia:
Existem vários tipos de papagaios, de diferentes tamanhos e cores. Alguns são do tamanho de uma galinha, cinzentos, com o bico vermelho [papagaio-das-mascarenhas]; outros de mesma cor do tamanho de um pombo [papagaio-cinzento-de-maurício], e ainda outros, menores e verdes [periquito-de-reunião]. Ocorrem em grande quantidade, especialmente na área de Sainte-Suzanne e nas encostas das montanhas. Eles são muito bons para comer, especialmente quando estão gordos, o que ocorre a partir do mês de junho até setembro, pois nessa época as árvores produzem uma determinada semente selvagem da qual estas aves se alimentam.

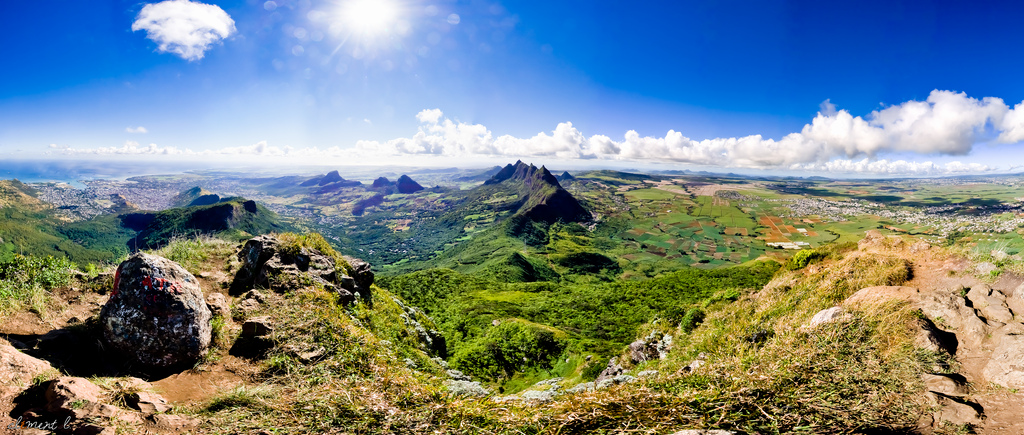
Área em volta da montanha Le Pouce, em Maurício, onde foram achados subfósseis do papagaio-cinzento.

Muitas outras espécies endêmicas das ilhas Maurício e Reunião foram exterminadas após a chegada dos seres humanos. Os ecossistemas destas ilhas estão bastante danificados e sua reconstrução é difícil. Antes da chegada dos humanos, Maurício era inteiramente coberta por florestas, mas muito pouco resta hoje devido ao desmatamento. A fauna endêmica sobrevivente ainda está seriamente ameaçada. O papagaio-cinzento-de-maurício viveu na ilha ao lado de outras aves recentemente extintas, como o dodô, galinhola-vermelha-de-maurício, papagaio-de-bico-largo, pombo-azul-de-maurício, coruja-de-maurício, Fulica newtonii (uma carqueja), Alopochen mauritiana (um ganso), Anas theodori (um pato), e Nycticorax mauritianus (um socó). Já em Reunião, o papagaio-cinzento dividiu a paisagem com o íbis-terrestre-de-reunião, o estorninho Fregilupus varius, o papagaio-das-mascarenhas, o periquito-de-reunião, o Porphyrio coerulescens, a coruja Mascarenotus grucheti, o Nycticorax duboisi, e o Nesoenas duboisi. Todos estes já extintos.

## Extinção
Para os marinheiros que visitaram as ilhas Mascarenhas de 1598 em diante, a fauna local era interessante principalmente do ponto de vista culinário. Das oito ou mais espécies de psitacídeos endêmicos do arquipélago, apenas o periquito-de-maurício conseguiu sobreviver até os dias atuais. Todos os outros foram extintos possivelmente pela combinação de dois fatores: caça excessiva e desmatamento. Fácil de ser capturado, o papagaio-cinzento era bastante caçado pelos primeiros visitantes de Maurício e Reunião. Como essas aves engordavam entre os meses de junho e setembro, eram especialmente procuradas nesta época do ano. Um relato feito pelo almirante Steven van der Hagen, datado de 1606, sugere que papagaios dessa espécie às vezes eram mortos pelos marinheiros apenas por diversão.

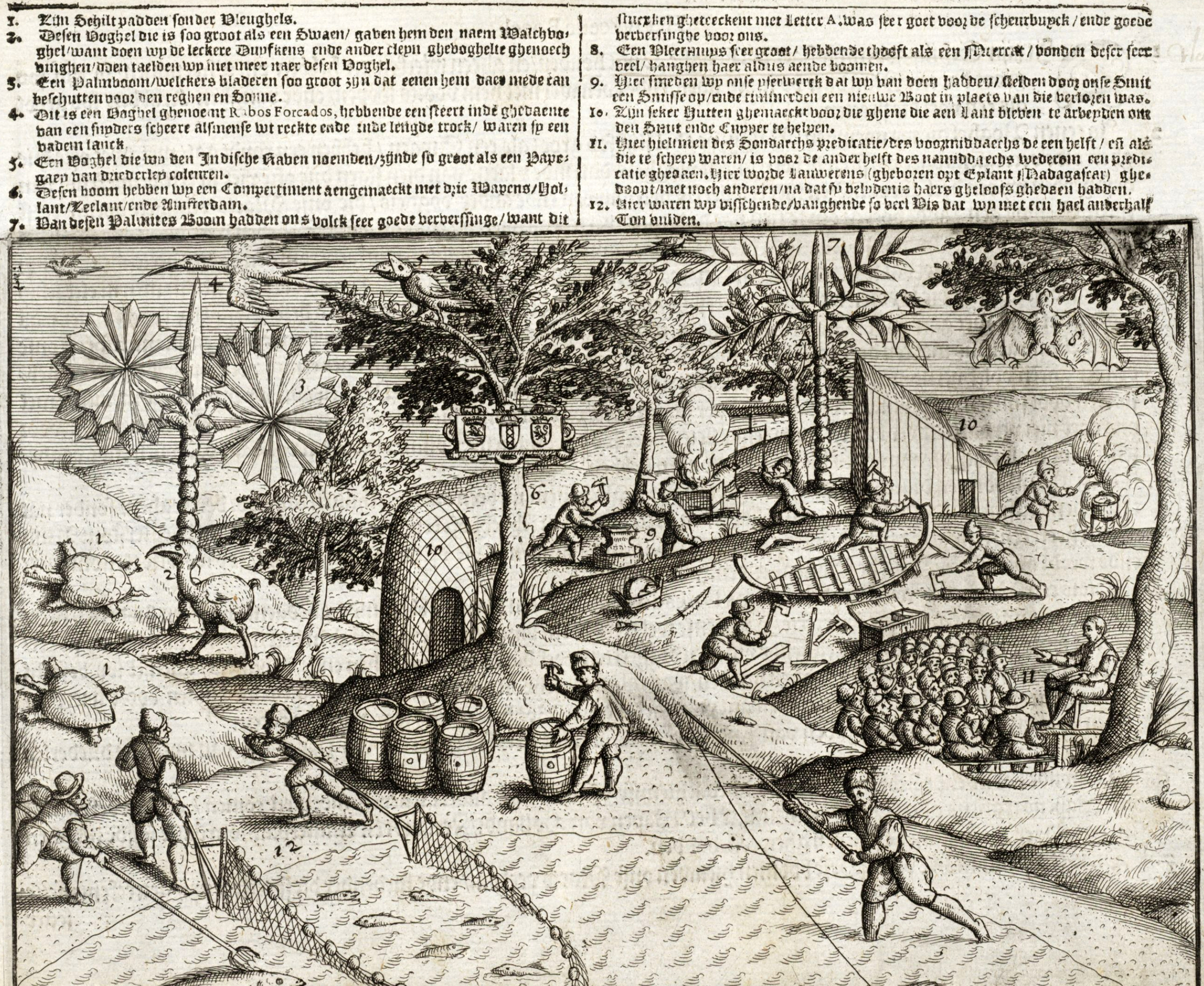
Holandeses em Maurício (1598). Papagaios são vistos sobre as árvores.

Na década de 1720, Sieur Dubois afirmou que os papagaios-cinzentos em Reunião eram caçados principalmente durante a época de engorda, e também declarou que as aves eram pragas para as plantações:
Papagaios cinzentos, são tão bons [para comer] como os pombos... Todas as aves da ilha têm suas temporadas em momentos diferentes, estando seis meses nas áreas baixas e seis meses nas montanhas, quando retornam, estão muito gordas e boas de comer... Os pardais [Foudia], papagaios cinzentos, pombos e outras aves, além dos morcegos [Pteropus sp.], causam muito prejuízo, alguns para os cereais e outros para as frutas.
O fato dos papagaios terem sido mencionados como pragas de plantações pode ter motivado ainda mais sua caça. Além disso, os colonos franceses começaram a derrubar as florestas das ilhas usando a técnica da coivara na década de 1730, o que por si só teve um grande efeito negativo sobre a população de papagaios e outras aves que dependiam das cavidades nas árvores para construir seus ninhos.
Os papagaios cinzentos parecem ter sido comuns em Maurício até a década de 1750, apesar da pressão dos seres humanos. A última menção da ave em vida foi redigida por Charpentier de Cossigny em 1759 (publicada em 1764), e ela provavelmente foi extinta pouco tempo depois. Os papagaios cinzentos que habitavam Reunião foram citados pela última vez alguns anos antes, em 1732, também por Cossigny. Este último relato dá uma ideia de quanto ele apreciava a qualidade gastronômica dos papagaios de Reunião:
Os bosques estão cheios de papagaios, ou completamente cinzas [papagaio-cinzento-de-maurício] ou completamente verdes [periquito-de-reunião]. Eles eram comidos em abundância antigamente, especialmente o cinza, mas ambos estão com a carne magra e muito dura, não importa o tempero que se ponha sobre eles.